# Club Atlético Lanús
El Club Atlético Lanús és un club argentí de futbol de la ciutat de Lanús, a la província de Buenos Aires.

## Història
Va ser fundat el 3 de gener de 1915. El nom del club prové originalment d'Anacarsis Lanús, que el 1854 adquireix els terrenys on avui s'erigeix la zona cèntrica de la ciutat. Va fundar un poble amb el seu nom, Lanús, als afores de la ciutat de Buenos Aires, sent en l'actualitat, un dels espais més poblats del Gran Buenos Aires.
La institució competeix en diverses disciplines esportives, destacant-se en futbol professional masculí, on participa a la Primera Divisió. En futbol, la seva principal activitat, ha obtingut dos títols de Primera Divisió, el Torneo Apertura 2007 i el Campeonato de Primera División 2016. També compta amb dos títols oficials a nivell internacional: la Copa Commebol 1996 (torneig antecessor de l'actual Copa Sud-americana) i la Copa Sud-americana 2013. També va ser subcampió de la Copa Commebol 1997, de la Copa Libertadores 2017, de la Copa Sud-americana 2020, i va ser subcampió de la màxima categoria del Futbol argentí en 8 oportunitats, internacionalment en 5 oportunitats ia l'era amateur 1. Total de subcampionats 14-
La seva trajectòria al futbol argentí ha estat la següent:
- Primera divisió: 1931~1949, 1951~1961, 1965~1970, 1972, 1977, 1991, 1993~present
- Segona divisió: 1950, 1962~1964, 1971, 1973~1976, 1978, 1982~1990, 1992
- Tercera divisió: 1979~1981

D'altra banda, en bàsquet ha obtingut sis campionats i sis subcampionats al Torneig Metropolità de Buenos Aires, a més del Campionat Argentí de Clubs de 1977, sent ambdós tornejos precursors de la LNB. Ja en aquesta última etapa, va obtenir un subcampionat a la Lliga de les Amèriques (el torneig internacional més important a nivell continental) i un altre a la LNB, tots dos el 2013.

## Palmarès
- Lliga argentina de futbol: 2007 (Apertura)
- Copa Conmebol 1996
- Copa Sudamericana 2013
- Lliga argentina de futbol: 2016
- Copa del Bicentenario 2016

### Basquetbol
- Campeonato Argentino de Clubes:
  - 1977

## Jugadors destacats
| - Bernardo "Baby" Acosta (1962~1968) - Luis Arrieta (1939~1944) - Gonzalo Belloso (1995~1999) - Rolando "El Roly" Bertolini (1985~1992) - Ramón Cabrero (1965~1968) - Ezequiel Carboni (1998~2005) - Daniel "Chango" Cravero (1995~2000) - Atilio Ducca (1935~1946) - Claudio "Caio" Enria (1993~1998) - Hector "El Negro" Enrique (1991~1993) - Cristian Fabbiani (2001~2007) - Néstor Fabbri (1992~1994) - José Florio (1949~1951, 1954~1955) - Miguel Ángel "Pampa" Gambier (1991~1994) - Armando "Urraca" Gonzalez (1987~1997) | - Juan "El Nene" Guidi (1949~1970) - Ariel "El caño" Ibagaza (1994~1998) - Sebastian Leto (2005~2007) - Ariel López (1994~1997, 2000~2001) - Oscar "El Mencho" Mena (1996~1997) - Hugo "El Diez" Morales (1995~1999, 2002~2003) - Jose "Pepe" Nacionale (1954~1960) - Oswaldo Piazza (1967~1972) - Carlos "Lechuga" Roa (1994~1997) - Leonardo Rodríguez (1983~1988, 2002) - Alfredo Rojas (1956~1958) - Mauricio Romero (2002~2007) - Gabriel "Chucho" Schürrer (1988~1996) - Angel Manuel Silva (1965~1970, 1972, 1976) - Gustavo "Pájaro" Siviero (1996~1998) - Gilmar "Uruguay" Villagran (1984~1992) |

## Entrenadors
- Miguel Angel Russo 1989-1993
- Patricio Hernandez 1994
- Héctor Cúper 1995-1997[6]
- Óscar Garré 1997
- Mario Zanabria 1998
- Ramón Cabrero actual